# Avicranium renestoi
Avicranium renestoi — викопний вид примітивних діапсидних плазунів родини Drepanosauridae, що існував у кінці тріасового періоду, 213—203 млн років тому.

## Етимологія
Родова назва Avicranium перекладається як «пташиний череп». Видова назва renestoi дана на честь італійського палеонтолога Сільвіо Ренесто за вклад у вивчення італійських дрепанозавридів.

## Скам'янілості
Викопні рештки знайдені у тріасових відкладеннях формації Чінле на Ранчо привидів у штаті Нью-Мексико у США. Вид описали у 2017 році американські палеонтологи Адам Прічард з університету Стоуні Брук і Стерлінг Несбіт з Вірджинського технологічного інституту.

## Опис
Вид описаний по рештках черепа та кількох хребців. Череп, низкою прогресивних характеристик, був схожий на череп птахів. У нього були беззубі щелепи, витягнуті у вигляді вузького дзьоба, величезні розгорнуті вперед орбіти очей, об'ємна мозкова капсула з високим склепінням. Проте, разом з прогресивними ознаками, у будові черепа були і низка примітивних властивостей: луската кістка несе на собі архаїчні ознаки у вигляді кісткового обрамлення на кордоні з квадратною кісткою, яке відсутнє у прогресивних рептилій і характерно для діапсід; потилична кістка має увігнутість; овальний отвір дуже великий і займає значну частину потиличного краю мозку (як у примітивних рептилій); відсутність обрамлення квадратної кістки навколо вушного каналу і відсутність слідів хряща, що передбачає так само і відсутність барабанної перетинки, а, отже, відсутність слуху.